# Zhuanghang
Zhuanghang är en köping i Kina. Den ligger i Fengxian i storstadsområdet Shanghai, i den östra delen av landet, omkring 36 kilometer söder om den centrala stadskärnan. Antalet invånare är 62 388. Befolkningen består av 30 005 kvinnor och 32 383 män. Barn under 15 år utgör 9,0 %, vuxna 15-64 år 78 %, och äldre över 65 år 11,0 %.